# Xuxa Só para Baixinhos 14: Cores
Xuxa Só para Baixinhos 14: Cores, também conhecido como XSPB 14, é o vigésimo terceiro álbum de vídeo e o trigésimo nono álbum de estúdio da cantora e apresentadora brasileira Xuxa. Lançado pela Som Livre em 27 de março de 2025, este álbum é o décimo quarto da coleção Só para Baixinhos, marcando o retorno do projeto após uma longa pausa, sendo a última edição lançada em 2016.
O XSPB 14 conta com 13 faixas inéditas, com direção musical de Junno Andrade e produção de Carlos Bezzera, que assina o trabalho ao lado de Xuxa. O disco traz um dueto com Angélica na música "Qual a Cor da Amizade?". Esta foi a primeira vez que as duas gravaram uma faixa juntas.

## Sinopse
Em XSPB 14, Xuxa apresenta e explora o universo das cores. Com músicas cuidadosamente selecionadas ao longo de anos, o álbum busca criar um ambiente lúdico e educativo, aproveitando a cromática como ponto de partida para o aprendizado infantil. Com faixas que facilitam a compreensão das letras, a proposta também oferece uma ponte cultural para espectadores de diferentes idiomas.
Além de celebrar as cores, o álbum mistura ritmos tradicionais da música brasileira com influências globais, trazendo uma sonoridade diversificada e vibrante. Homenagens a ícones como Rita Lee e Carmen Miranda permeiam tanto as músicas quanto o estilo visual da artista, trazendo um toque nostálgico e encantador. As Paquitas também retornam, contribuindo para 10 das 13 faixas do álbum.

## Antecedentes e produção
XSPB 14: Cores marca uma nova fase na carreira da cantora e apresentadora Xuxa, dando continuidade à tradicional série XSPB, mas trazendo uma proposta mais alinhada com a realidade digital atual, onde o consumo de música e conteúdo pelas novas gerações mudou significativamente. Pela primeira vez, Xuxa incorporou Inteligência Artificial em suas produções, explorando a tecnologia para auxiliar na criação de cenários e animações. O clipe de "Na Natureza", por exemplo, leva a apresentadora a vários cenários gerados por IA, oferecendo uma experiência visual inovadora. O tema "Cores" foi inspirado pela visão de Xuxa, que já havia pensado nesse conceito desde a produção do ABC do XSPB, lançado em 2016. Segundo a artista, as cores são um elemento universal e estão presentes em diversos aspectos da vida, tornando-se o tema ideal para esse novo projeto.
A produção de XSPB 14 foi rápida, com a gravação da voz ocorrendo em apenas cinco dias. Apesar da agilidade no processo, Xuxa revelou que sempre teve dificuldades com a sua voz durante a gravação, afirmando que, inicialmente, não gostava do resultado, achando sua performance rouca e abaixo do esperado. Contudo, após revisar as gravações, ela se acostumou com o resultado, aceitando o timbre de sua voz como parte de seu estilo pessoal. Mesmo com essas dificuldades, a artista já tinha uma visão clara do visual, cenário e da performance que gostaria de apresentar, o que facilitou o processo criativo e tornou a experiência mais satisfatória.
Em entrevista à revista CLAUDIA, Xuxa também comentou sobre a mudança no consumo de música e mídia ao longo dos anos, especialmente com a transição dos formatos físicos para os digitais. A artista reconheceu que, enquanto os lançamentos anteriores eram acompanhados de CDs, DVDs e capas, hoje as crianças consomem conteúdo principalmente de maneira digital. Apesar disso, ela destacou que, embora o público atual não sinta falta dos itens físicos, há uma nostalgia por parte de quem cresceu com esses produtos. A transição para o digital não só reflete uma mudança na forma de consumo, mas também no formato de como os projetos são criados e distribuídos. A pós-produção de XSPB 14 levou entre quatro e cinco meses, e o álbum busca manter uma conexão afetiva com seu público enquanto se adapta às novas formas de consumo.
A capa do álbum, divulgada por Xuxa nas redes sociais, faz referência ao primeiro LP Xou da Xuxa lançado em 1986.

## Lista de faixas
| Áudiovisual (DVD) |                                                               |                                                               |         |  |
| N.º               | Título                                                        | Compositor(es)                                                | Duração |  |
| 1.                | "Bola, Bola, Bola"                                            | Bozo Barretti, Fábio Caetano, Junno Andrade & Marcelo Barbosa | 2:01    |  |
| 2.                | "A Banana é Amarela"                                          | Bozo Barretti, Fábio Caetano, Junno Andrade & Marcelo Barbosa | 1:17    |  |
| 3.                | "Cores e Rimas"                                               | Bozo Barretti, Fábio Caetano, Junno Andrade & Marcelo Barbosa | 1:53    |  |
| 4.                | "Um Dia Azul"                                                 | Bozo Barretti, Fábio Caetano, Junno Andrade & Marcelo Barbosa | 1:36    |  |
| 5.                | "7 Cores do Arco-íris"                                        | Bozo Barretti, Fábio Caetano, Junno Andrade & Marcelo Barbosa | 1:53    |  |
| 6.                | "Preto e Branco"                                              | Bozo Barretti, Fábio Caetano, Junno Andrade & Marcelo Barbosa | 1:51    |  |
| 7.                | "Todas as Cores"                                              | Bozo Barretti, Fábio Caetano, Junno Andrade & Marcelo Barbosa | 1:13    |  |
| 8.                | "Vermelho (Part. Junno Andrade)"                              | Bozo Barretti, Fábio Caetano, Junno Andrade & Marcelo Barbosa | 1:35    |  |
| 9.                | "Tartaruga"                                                   | Bozo Barretti, Fábio Caetano, Junno Andrade & Marcelo Barbosa | 1:43    |  |
| 10.               | "Na Natureza"                                                 | Bozo Barretti, Fábio Caetano, Junno Andrade & Marcelo Barbosa | 2:34    |  |
| 11.               | "Camaleão"                                                    | Bozo Barretti, Fábio Caetano, Junno Andrade & Marcelo Barbosa | 2:05    |  |
| 12.               | "A Rosa (Cor de Rosa)"                                        | Bozo Barretti, Fábio Caetano, Junno Andrade & Marcelo Barbosa | 2:14    |  |
| 13.               | "Qual a Cor da Amizade (As Cores da Amizade)(Part. Angélica)" | Bozo Barretti, Fábio Caetano, Junno Andrade & Marcelo Barbosa | 2:08    |  |
| Duração total:    | Duração total:                                                | Duração total:                                                | 24:34   |  |

## Recepção da crítica
Giovanna Reis escreveu no jornal Correio do Povo que "visualmente, [o álbum] é um projeto que se distancia dos clássicos primeiros volumes do XSPB, assumindo uma linguagem mais alinhada com o público atual. Xuxa enxerga esse trabalho como um reencontro entre gerações, em que os pais, os antigos baixinhos, possam apresentar aos seus filhos a magia que marcou suas próprias infâncias".
Em sua semana de estreia, quatro faixas do XSPB 14 entraram no Top 10 do iTunes Brasil, e o álbum alcançou o 1º lugar entre os mais vendidos.

## Histórico de lançamento
| Região | Data                | Formato(s)                 | Gravadora(s) |
| ------ | ------------------- | -------------------------- | ------------ |
| Brasil | 27 de março de 2025 | streaming download digital | Som Livre    |